# تشارلز ر. روجرز
تشارلز ر. روجرز (بالإنجليزية: Charles R. Rogers)‏ هو منتج أفلام أمريكي، ولد في 15 يوليو 1892 في نيويورك في الولايات المتحدة، وتوفي في 29 مارس 1957 في هوليوود في الولايات المتحدة.

## وصلات خارجية
- تشارلز ر. روجرز على موقع IMDb (الإنجليزية)
- تشارلز ر. روجرز على موقع قاعدة بيانات برودواي على الإنترنت (الإنجليزية)
- تشارلز ر. روجرز على موقع قاعدة بيانات الفيلم (الإنجليزية)